# Seria Millennium
Seria Millennium este o serie de cărți polițiste suedeze scrisă de mai mulți autori. Stieg Larsson a început seria și a scris primele trei cărți. După decesul acestuia, David Lagercrantz a preluat seria și a adăugat alte trei cărți. Ulterior, Karin Smirnoff a început scrierea unei noi trilogii. În toate cărțile, personajele principale sunt jurnalistul Mikael Blomkvist și hackerița Lisbeth Salander.

## Cărțile
Prima carte (Bărbați care urăsc femeile) a fost publicată în august 2005, a doua (Fata care se juca cu focul) a apărut în iunie 2006, iar a treia (Castelul din nori s-a sfărâmat) a apărut în mai 2007 . Larsson a fost inspirat de nepoata sa când a creat personajul Lisbeth Salander.

### „Män som hatar kvinnor” („Bărbați care urăsc femeile”)
Jurnalistul Mikael Blomkvist a fost condamnat pentru defăimare și vrea să scape de atenția din Stockholm. El este însărcinat de către magnatul industrial Henrik Vanger să scrie istoria familiei familiei Vanger, dar Vanger își dorește cu adevărat să se uite mai atent la dispariția ciudată a nepoatei sale Harriet în toamna anului 1966. Blomkvist o cunoaște și pe genialp dar ciudata Lisbeth Salander, expertă în pătrunderea în rețele de calculatoare.

### „Flickan som lekte med elden” („Fata care s-a jucat cu focul”)
Romanul a fost publicat în iunie 2006. Jurnalistul Mikael Blomkvist este contactat de jurnalistul independent Dag Svensson care susține că a cartografiat comerțul sexual suedez, un subiect de interes pentru revista de investigație Millennium a lui Blomkvist. Lisbeth Salander are de-a face cu avocatul Nils Bjurman, care este tutorele ei.

### „Luftslottet som sprängdes” („Castelul din nori s-a sfărâmat”)
Evenimentele din cartea precedentă au arătat existența unui grup secret în cadrul Säpo care a fost format în timpul Războiului Rece. Acest grup se află în cele din urmă în spatele abuzului legal la care a fost supusă Lisbeth Salander încă de la vârsta de 12 ani pentru a-l proteja pe spionul sovietic Alexander Zalacenko, tatăl lui Salander.

### „Det som inte dödar oss” („Prizonieră în pânza de păianjen”)
În decembrie 2013, editura Norstedt a anunțat că i-a însărcinat autorului David Lagercrantz să scrie o a patra parte ca o continuare independentă a trilogiei. Cartea a fost publicată pe 27 august 2015. Norstedts a spus în același timp că cartea nu se bazează pe scenariul (neterminat) al lui Stieg Larsson pentru o a patra carte și că editorul nu a avut niciodată acces la un astfel de scenariu.
În carte îi întâlnim din nou pe Salander și Blomkvist, care ajung în mijlocul problemelor actuale despre supravegherea națională și internațională, criza media și spionajul industrial. Blomkvist primește un pont despre profesorul retras Frans Balder și fiul său autist August. Balder este un cercetător de frunte în inteligența artificială, care nu îl interesează pe Blomkvist până când nu înțelege că un hacker care se potrivește cu profilul lui Lisbeth Salander are o mână în joc și că NSA i-a găsit și profilul. În plus, sora geamănă a lui Lisbeth, Camilla, se întoarce.

### „Mannen som sökte sin skugga” („Dinte pentru dinte”)
Al cincilea roman din seria Millennium și al doilea de David Lagercrantz a fost publicat în septembrie 2017. Romanul începe cu Lisbeth Salander ajunsă în închisoare.

### „Hon som måste dö” („Fata care trebuia să moară”)
A șasea carte din seria de cărți, precum și a treia și ultima scrisă de Lagercrantz a fost lansată pe 22 august 2019.

### „Havsörnens skrik” („Fata din ghearele vulturului”)
În noiembrie 2022 a fost publicată a șaptea carte din serie. În poveste, prima scrisă de Karin Smirnoff, Lisbeth Salander și Mikael Blomkvist se îndreaptă spre nord pentru întâlniri în familiile fiecăruia, dar drumurile lor se intersectează.

## Adaptări cinematografice
Cele trei romane din trilogia inițială au fost ecranizate începând cu februarie 2008, filmările durând un an. Conform unui plan original, primul roman ar fi devenit un lungmetraj, iar celelalte două cărți urmau să fie două episoade TV de 90 de minute. Mai târziu s-a anunțat că vor face în schimb lungmetraje din toate cele trei cărți. Michael Nyqvist joacă rolul lui Mikael Blomkvist, iar Noomi Rapace o interpretează pe Lisbeth Salander . Cele trei filme au avut premiera în cinematografele suedeze pe 27 februarie, 18 septembrie și 27 noiembrie 2009.
Fiecare film a fost apoi împărțit în două părți a câte 90 de minute fiecare, formând astfel serialul TV Millennium care include mai multe scene care au fost tăiate pentru filme, făcând filmele cu aproximativ 110 minute mai scurte decât serialul TV.
Pe 21 decembrie 2011, un remake american al filmului Bărbați care urăsc femeile a avut premiera. Se numește The Girl with the Dragon Tattoo și îi are în rolurile principale pe Daniel Craig și Rooney Mara.
În 2018 a apărut o continuare americană a seriei, numită The Girl in the Spider's Web. Filmul se bazează pe cartea numărul 4 din serie, cu Claire Foy în rolul Lisbeth și Sverrir Gudnason în rolul Mikael Blomkvist.